# Alto Guaporé (tiểu vùng)
Alto Guaporé là một tiểu vùng thuộc bang Mato Grosso, Brasil. Tiều vùng này có diện tích 31488 km², dân số năm 2007 là 58309 người.